# Port lotniczy Guangzhou Baiyun
Port lotniczy Guangzhou Baiyun (ang.: Guangzhou Baiyun International Airport, chiń.: 广州白云国际机场, kod IATA: CAN, kod ICAO: ZGGG) – lotnisko w Kantonie funkcjonujące w latach 1932-2004. 5 sierpnia 2004 roku został zastąpiony przez nowe lotnisko, 23 km na północ.

## Linie lotnicze
Lotnisko obsługiwało linie lotnicze: Pakistan International Airlines, Garuda Indonesia, Air France, Japan Air System, Japan Airlines, All Nippon Airways, Malaysia Airlines, Cathay Pacific, Lufthansa, Philippine Airlines, Thai Airways International, Dragonair, Singapore Airlines, Aeroflot, Baikal Airlines, Royal Air Cambodge, i prawie wszystkie krajowe linie lotnicze.

## Incydenty i wypadki
- Katastrofa(inne języki) w dniu 24 grudnia 1982 roku – samolot Ił-18 należący do CAAC Airlines został zniszczony przez pożar po wylądowaniu na lotnisku. Zginęło 25 z 69 osób na pokładzie[8].
- Katastrofa w dniu 2 października 1990 roku – samolot Boeing 737 należący do Xiamen Air został uprowadzony, a podczas lądowania uderzył w Boeinga 707 i Boeinga 757. Zginęło 128 osób, a przeżyło 97[9][10][11].

## Galeria

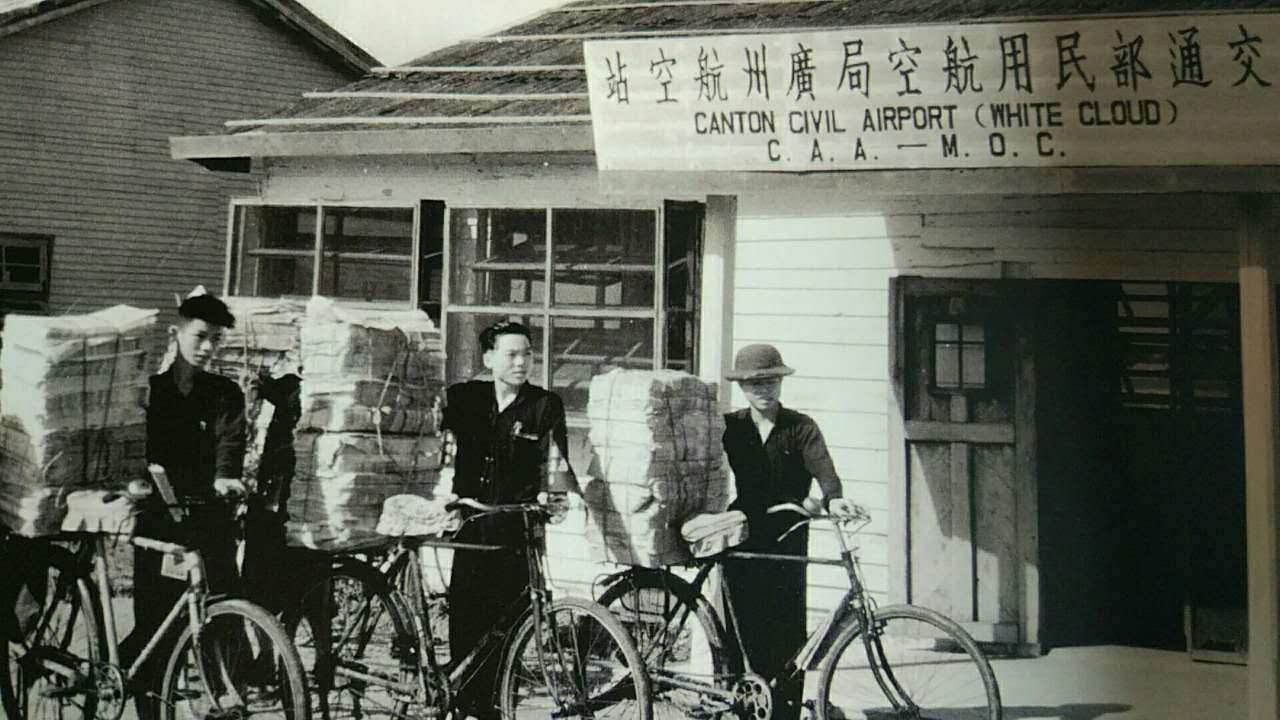
Lotnisko w 1947
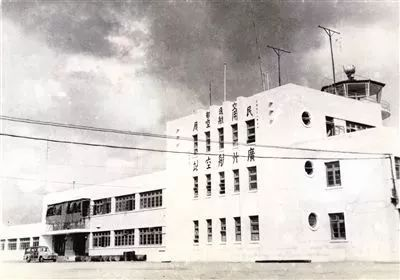
Terminal Lotniczy w 1949
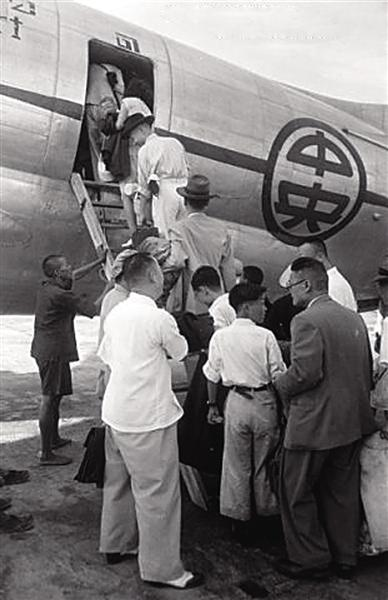
Lotnisko w 1948
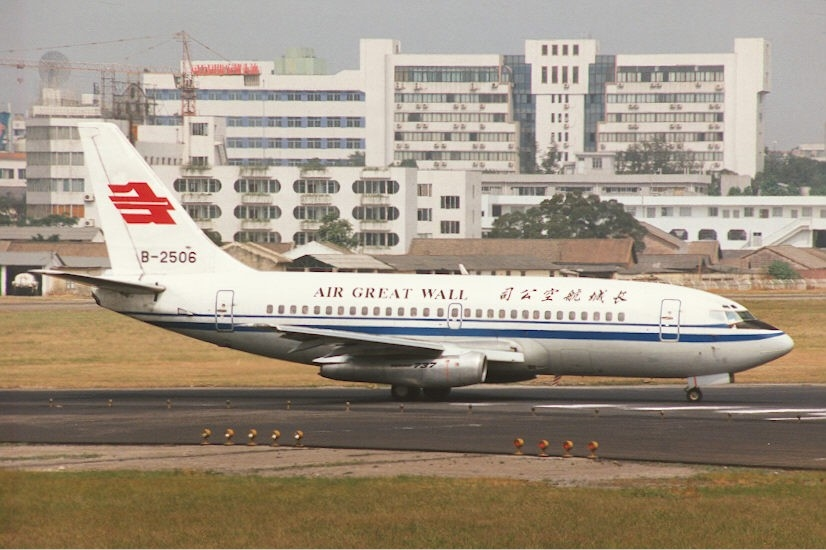
Boeing 737-200 Air Great Wall startujący z lotniska w 1996
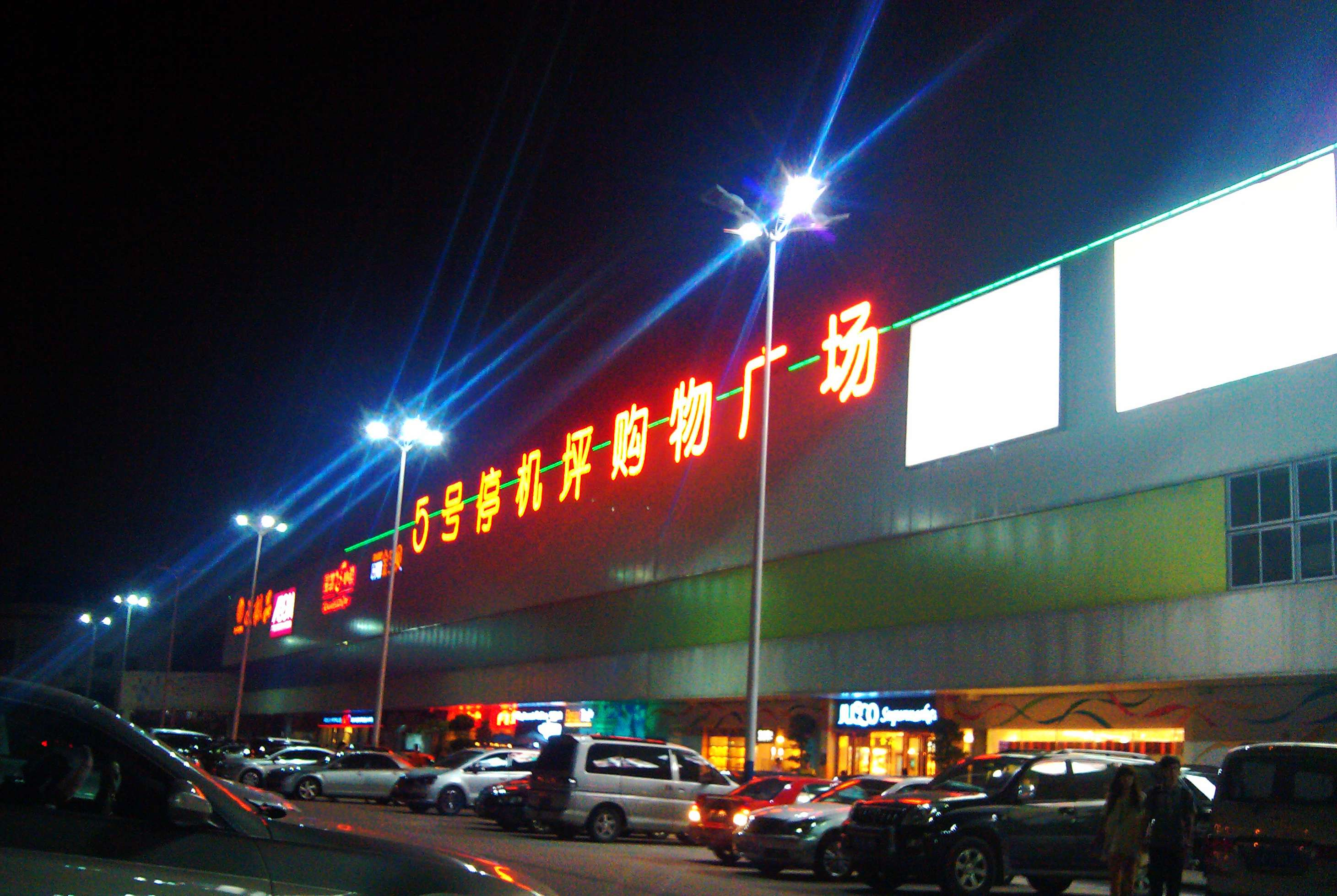
G5